# Леонард Боярські
Леонард Боярські (англ. Leonard Boyarsky) — американський ігровий дизайнер і художник, найбільш відомий за своєю роботою в оригінальних проєктах серії Fallout (Fallout, Fallout 2) від Black Isle Studios, Diablo III від Blizzard Entertainment та The Outer Worlds від Obsidian Entertainment.

## Біографія
Виріс у Каліфорнії та закінчив Каліфорнійський державний університет у Фуллертоні, де отримав ступінь бакалавра з Ілюстрації. Після цього продовжив навчання у Коледжі художнього дизайну у Пасадіні, де також отримав ступінь бакалавра з образотворчого мистецтва. Після закінчення навчання вирішив зв'язати своє життя з розробкою відеоігор працюючи фрілансером. Першим великим замовником Боярські стала компанія Maxis, котра залучила молодого художника до розробки Unnatural Selection, в якій гравець вирощував різних монстрів для подальших битв. Робота Боярські полягала в тому, щоб відокремлювати зліплених з глини монстрів від задників, на тлі яких вони були зняті. Погоджуючись на роботу, він практично не вмів користуватися комп'ютером, але швидко вчився і незабаром виробив свою власну техніку, вирізаючи монстрів піксель за пікселем.
Interplay Entertainment та Fallout
Після Maxis Боярські найняли Interplay Entertainment для рендерингу фінальних екранів у Castles II: Siege and Conquest та пізніше запропонували повноцінну посаду в компанії. Interplay потрібна була людина, яка б вирізала акторів з кат-сцен, знятих для їх рольової гри Stonekeep, у чому Боярські на той час вже мав чималий досвід. Для створення реалістичних 3D-моделей ворогів Interplay закупили потужні комп'ютери з PowerAnimator, але не врахували, що фахівці, які володіють цією програмою, отримували набагато більше за будь-якого художника в ігровій індустрії того часу. Озброївшись лише інструкцією, геймдизайнер щодня після роботи вивчав 3D-моделювання, часто засиджуючись до глибокої ночі. Цікаво, що до кінця розробки гри Боярські призначили провідним художником, про що він дізнався тільки з титрів.
В Interplay Боярські познайомився з програмістом Тімом Кейном, який півроку самостійно розробляв рушій для своєї майбутньої рольової гри. Одного разу Боярські отримав листа від Кейна, в якому геймдизайнер пропонував почастувати піцою кожного, хто хоче зайнятися розробкою нового тайтла за своїми правилами. Боярські був упевнений, що на подібний захід злетиться весь штат Interplay, але тоді на зустріч з Кейном прийшли лише шість осіб, котрі стали в результаті кістяком команди, що подарувала індустрії Fallout. Саме Боярські є автором впізнаваного графічного стилю альтернативного майбутнього 1950-х років Fallout та маскота гри Волт Боя.
Ще до релізу Fallout у 1997 році розробники вже знали, що гру чекає сиквел. Перша частина не стала комерційним хітом, проте одразу звернула на себе увагу всієї індустрії. Компанія вирішила не гаяти часу і випустити Fallout 2 якнайшвидше, до розробки якої керівництво Interplay приділяло дуже пильну увагу, висуваючи інколи вимоги, з якими команда розробників була категорично не згодна, — непропускаєма реклама на початку гри чи дизайн стартового рівня. У якийсь момент Боярські і кілька інших ключових розробників Fallout 2 більше не захотіли миритися з натиском Interplay і пішли з компанії, так і не закінчивши гру.
Troika Games та Bloodlines
Практично відразу після виходу з Interplay Боярські, Кейн та Андерсон заснували свою власну студію Troika Games, де він разом з Андерсоном очолив розробку Vampire: The Masquerade — Bloodlines. Компанія не хотіла витрачати час на створення нового рушія з нуля і купила у Valve ліцензію на їх рушій Source, на якому тоді розроблялася Half-Life 2. Незважаючи на оптимістичні перспективи, Боярські незабаром знову виявив себе у стресовій ситуації. На цей раз Troika доводилося затверджувати кожне своє рішення не тільки з видавцем, але і з компанією White Wolf, яка володіє правами на всесвіт Vampire: The Masquerade. Хоча Боярські доводилося витрачати чимало часу на управління компанією, він встиг добре попрацювати над світом Bloodlines, він працював над концептами персонажів та текстурами, затверджував, а іноді й переписував репліки персонажів. Також Боярські прописав кілька героїв, а основний сюжет створив разом із Джейсоном Андерсоном та Чадом Муром.
Blizzard Entertainment і Diablo ІІІ
Після закриття Troika Games Боярські вирішив взяти творчу відпустку на рік, під час якої з Кейном та Андерсоном розробив концепцію Wasteland 2. Проте їхні ідеї знову не знайшли відгуку у видавців. В 2005 він зібрав нове портфоліо і відправив його в Blizzard, але миттєвої відповіді не отримав. Проте через півроку компанія зв'язалася з художником і запропонувала йому стати головним дизайнером світів у Diablo III. За час роботи над проєктом, йому довелось принаймні один раз переписувати третину вже створеного матеріалу та частково переробляти сюжетну лінію на основі внеску інших команд художників і розробників. Боярські продовжив роботу над розширенням Diablo III: Reaper of Souls, де він працював над розширенням оповіді франшизи. Леонард Боярські залишив Blizzard у 2016 році, щоб приєднатися до Obsidian Entertainment.
Obsidian Entertainment та The Outer Worlds
У квітні 2016 року Боярські приєднався до Obsidian Entertainment. Незабаром після цього Фергус Уркхарт, виконавчий директор компанії, підтвердив, що Боярські і Тім Кейн працюють разом над неоголошеним проєктом. У 2018 році Obsidian оголосили, що гра, над якою працювали Боярські і Кейн, це The Outer Worlds, науково-фантастична рольова гра від першої особи, дія якої відбувається на тераформованій екзопланеті. Кейн та Боярські стали співрежисерами The Outer Worlds та створювали світ гри разом. Боярські завідував сценарієм та візуальною складовою, тоді як Кейн фокусувався на всьому, що стосувалося геймплею.

## Нагороди
◇ BAFTA Games Award (2020) — Outer Wilds (2019) «Краща оригінальна власність»
Спільно з: Тімом Кейном
◇ NAVGTR Award (2020) — The Outer Worlds (2019) «Краща оригінальна рольова гра»
Спільно з: Тімом Кейном і Чарльзом Стейплзом
◇ NAVGTR Award (2020) — The Outer Worlds (2019) «Кращий комедійний сценарій»

## Проєкти
| Рік  | Назва                                     | Роль                                | Розробник              |
| ---- | ----------------------------------------- | ----------------------------------- | ---------------------- |
| 1993 | Unnatural Selection                       | Асистент художника                  | Maxis                  |
| 1993 | Castles II: Siege and Conquest            | Художник                            | Black Isle Studios     |
| 1995 | Stonekeep                                 | Художник 2D-графіки, 3D-аніматор    | Black Isle Studios     |
| 1997 | Fallout                                   | Художній керівник                   | Black Isle Studios     |
| 1998 | Fallout 2                                 | Оригінальний ігровий дизайн         | Black Isle Studios     |
| 2001 | Arcanum: Of Steamworks and Magick Obscura | Ведучий програміст                  | Troika Games           |
| 2004 | Vampire: The Masquerade - Bloodlines      | Художній керівник, дизайнер проєкту | Troika Games           |
| 2012 | Diablo III                                | Старший дизайнер ігрового всесвіту  | Blizzard Entertainment |
| 2014 | Diablo III: Reaper of Souls               | Старший дизайнер ігрового всесвіту  | Blizzard Entertainment |
| 2014 | Wasteland 2                               | Художник                            | inXile Entertainment   |
| 2019 | The Outer Worlds                          | Режисер проєкту                     | Obsidian Entertainment |